# Heteracris rufitibia
Heteracris rufitibia is een rechtvleugelig insect uit de familie veldsprinkhanen (Acrididae). De wetenschappelijke naam van deze soort is voor het eerst geldig gepubliceerd in 1871 door Walker.